# Tillandsia 'Asombroso'
Tillandsia 'Asombroso' es un  cultivar híbrido del género Tillandsia perteneciente a la familia  Bromeliaceae.
Es un híbrido creado  con las especies Tillandsia paucifolia × Tillandsia streptophylla.